# Pirozhki
Los pirozhkí (en ruso: пирожки, forma plural de pirozhok; en ucraniano: пиріжки, pyrizhky) son panecillos rellenos típicos de las gastronomías rusa, bielorrusa y ucraniana. Pueden ser horneados o fritos con levadura. Sus rellenos son de carne, verduras u otros ingredientes. Son originarios de Rusia, pero populares en toda Europa del Este, incluidos los Balcanes y Grecia, y desde la región del Báltico hasta Asia Central. Son una comida callejera popular por su comodidad para comerlos y uno de los estereotipos de la cultura rusa.
No debe confundirse con pierogi, que es la versión polaca del pelmeni ruso (aunque en Letonia los pirozhki se conocen como "pīrāgi").

## Terminología
El énfasis en pirozhki está en la última sílaba: [pʲɪrɐʂˈkʲi]  . Pirozhok (пирожокⓘ, singular) es la forma diminuta del pirog ruso, una tarta de tamaño completo. No debe confundirse con los pierogi (un término afín), llamados varenyky en ucraniano y ruso. 

## Variaciones
Un pirozhok típico tiene forma de bote o, raramente, forma de media luna, está hecho de masa fermentada con levadura, con relleno. Los pasteles rusos similares (pirogs) de otras formas incluyen el coulibiac, kalitka, rasstegai y vatrushka. 
Los pirozhki pueden ser fritos u horneados. Vienen en variedades dulces o saladas. Los rellenos salados comunes incluyen Carne picada, puré de patata, champiñones, huevo cocido con Cebolla de primavera o repollo. Los rellenos dulces típicos son hechos de fruta (manzana, cereza, albaricoque, limón), mermelada o queso quark. 
Al ser horneado se puede glasear con huevo para producir un color dorado. También se pueden decorar con tiras de masa. 
Suelen ser del tamaño de una mano. Una versión más pequeña se puede servir con sopas.

## Variedades regionales

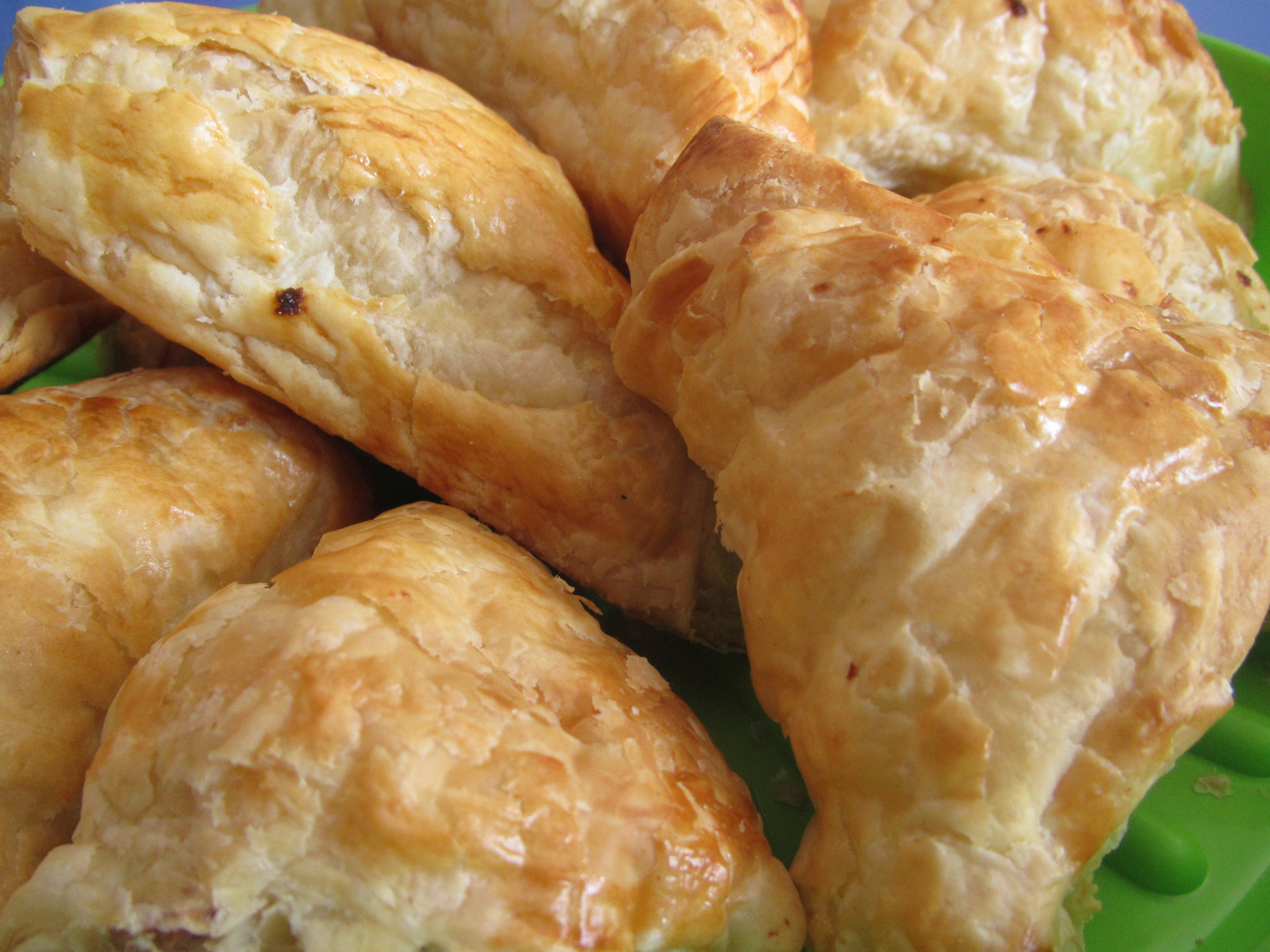
Hojaldre pirozhki

### Balcanes
La variedad griega piroski (en griego: πιροσκί) es popular en partes de Grecia influenciadas por la cocina oriental y en la mayoría de las grandes ciudades, donde se venden como un tipo de comida rápida. La piroskia griega viene frita con muchos rellenos diferentes. 
En Serbia, la variedad local son los pasteles cilíndricos llamados пирошка / piroška (piroshka). Están rellenos con carne molida de cerdo y ternera o requesón, y kulen, salsa de tomate y hierbas. Alternativamente, están hechos de crepes empanizados con variedad de rellenos. 

### Región báltica
En Letonia, los bollos de masa fermentada en forma de media luna llamados speķrauši (literalmente, "tartas de fatback") o speķa pīrāgi (a menudo referidos en diminutos speķa pīrādziņi o coloquialmente simplemente pīrāgi o pīrādziņi) se rellenan tradicionalmente con grasa de cerdo y cebolla ahumada. Otros rellenos también son posibles. Sin embargo el nombre pīrāgi no es exclusivo de estos bollos, pero puede referirse a una variedad de otros productos de pastelería, como pasteles y empanadas. Los granjeros y pastores que trabajaban en los campos a menudo comían Pīrāgi como almuerzo. 
Los estonios también tienen esta tradición. Los pirukad son bastante pequeños y tienen variaciones regionales con respecto a los rellenos. A veces van acompañados de caldo. Existen muchas recetas, con carne, repollo, zanahorias, arroz, huevo y otros rellenos y también se usan mezclas para el relleno. La versión letona de tocino y cebolla es conocida por los estonios, pero no es tan común. También se pueden encontrar rellenos dulces, aunque predomina el pirukad salado. 

### Asia Central
Los pirozhki son comunes como comida rápida en las calles de los países de Asia Central en Kazajistán, Tayikistán, Uzbekistán, Turkmenistán, Kirguistán y Mongolia, donde fueron introducidos por los rusos. También son hechos por muchos rusos y no rusos en casa.

### Este de Asia
También es muy común como comida rápida en Mongolia, y las familias lo hacen en todo el país. 

### Cáucaso
La variante rusa de pirozhki es una comida rápida común en Armenia y Azerbaiyán. En Armenia a menudo contiene relleno de papa o carne sazonada. En Azerbaiyán, se come como postre y comúnmente se llena de crema. 

### Irán

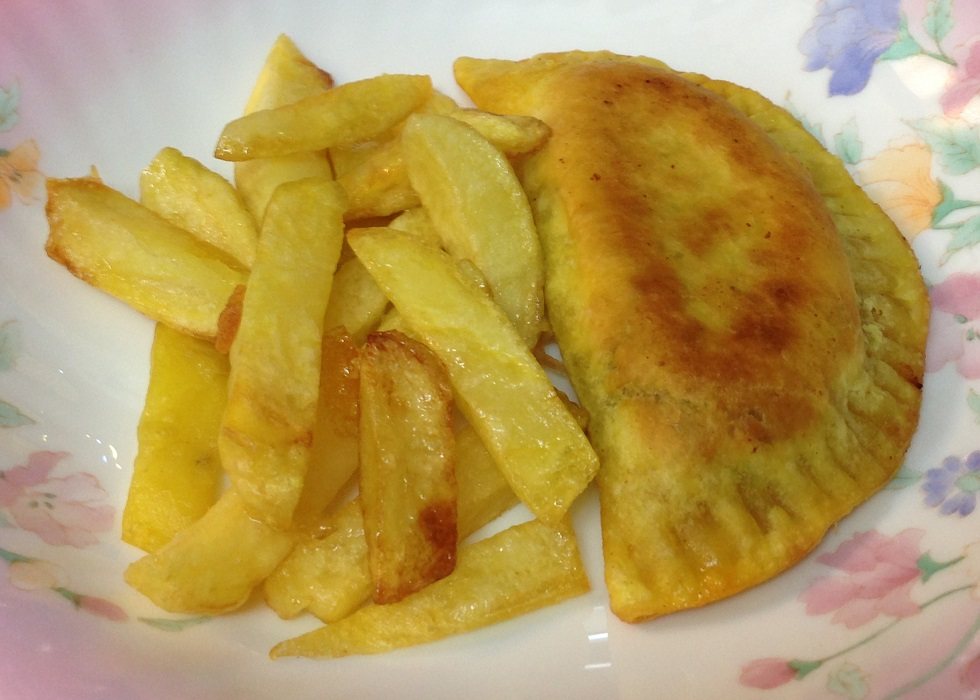
Pirashki y papas fritas caseras iraníes

La versión iraní, pirashki (en persa: پیراشکی‎ pirāški ), a menudo se come como postre o como comida callejera. Comúnmente se rellena de crema, pero también se encuentran disponibles rellenos de papa y carne. Las tiendas de dulces iraníes en Los Ángeles han creado otras versiones como la de chocolate y arándanos. 

### Japón
Una versión japonesa, llamada ピロシキ ( piroshiki?), es predominantemente frita, usa rellenos como carne molida, huevo cocido, fideos de frijoles y cebolla tierna, comúnmente se empaniza con panko antes de freír, a la manera del menchi-katsu japonés. Otra variación popular está llena de curry japonés y es bastante similar al karē-pan, que se dice está inspirado en el pirozhki.

### América
Variedades de pirozhki fueron llevadas a América por los  alemanes del Volga. Conocidos hoy como bierock, pirok o runza, pertenecen a varias cocinas regionales en los Estados Unidos, Canadá y Argentina. La populosa diáspora rusa que llegó a América como consecuencia de la Revolución rusa y la Guerra Civil trajo consigo las versiones rusas más clásicas de piroshki. 